# Leucodecton nuwarense
Leucodecton nuwarense är en lavart som först beskrevs av Hale, och fick sitt nu gällande namn av Frisch 2006. Leucodecton nuwarense ingår i släktet Leucodecton och familjen Thelotremataceae.   Inga underarter finns listade i Catalogue of Life.